# Mironosica (obwód wołogodzki)
Mironosica (ros. Мироносица) – wieś w Rosji, w rejonie wołogodzkim obwodu wołogodzkiego. W 2010 r. liczyła 9 mieszkańców.